# Caroní
Caroní é um município da Venezuela localizado no estado de Bolívar.
A capital do município é a cidade de Ciudad Guayana.